# UFC 188
UFC 188: Velasquez vs. Werdum（ユーエフシー・ワンエイティエイト：ヴェラスケス・バーサス・ヴェウドゥム）は、アメリカ合衆国の総合格闘技団体「UFC」の大会の一つ。2015年6月13日、メキシコ・メキシコシティのアレナ・シウダ・デ・メヒコで開催された。

## 大会概要
本大会ではケイン・ヴェラスケスとファブリシオ・ヴェウドゥムによるUFC世界ヘビー級王座統一戦が組まれた。

### カード変更
負傷などによるカードの変更は以下の通り。
- ヘクター・ウルビナ vs. アルバート・トゥメノフ → ウルビナの負傷により中止

- アルバート・トゥメノフ vs. アンドリュー・トッドハンター → トッドハンターの身体検査失格により中止

## 試合結果

### アーリープレリム
第1試合 フェザー級ワンマッチ 5分3R
○  ガブリエル・ベニテス vs.  クレイ・コラード ×
3R終了 判定3-0（30-27、30-27、30-27）
第2試合 ウェルター級ワンマッチ 5分3R
○  カハル・ペンドレッド vs.  アウグスト・モンターニョ ×
3R終了 判定3-0（29-28、29-28、29-28）

### プレリミナリーカード
第3試合 ライト級ワンマッチ 5分3R
○  ジョニー・ケース vs.  フランシスコ・トレヴィーノ ×
3R終了 判定3-0（30-27、30-27、30-27）
第4試合 バンタム級ワンマッチ 5分3R
○  パトリック・ウィリアムス vs.  アレハンドロ・ペレス ×
1R 0:23 TKO（ギロチンチョーク）
第5試合 ライト級ワンマッチ 5分3R
○  エフレイン・エスクデロ vs.  ドリュー・ドーバー ×
1R 0:54 ギロチンチョーク
第6試合 フライ級ワンマッチ 5分3R
○  ヘンリー・セフード vs.  チコ・カムス ×
3R終了 判定3-0（29-28、30-27、30-27）

### メインカード
第7試合 女子ストロー級ワンマッチ 5分3R
○  ティーシャ・トーレス vs.  アンジェラ・ヒル ×
3R終了 判定3-0（30-27、30-27、29-28）
第8試合 フェザー級ワンマッチ 5分3R
○  ヤイール・ロドリゲス vs.  チャールズ・ローザ ×
3R終了 判定2-1（28-29、29-28、29-28）
第9試合 ミドル級ワンマッチ 5分3R
○  ケルヴィン・ガステラム vs.  ネイサン・マーコート ×
2R終了時 TKO（コーナーストップ）
第10試合 ライト級ワンマッチ 5分3R
○  エディ・アルバレス vs.  ギルバート・メレンデス ×
3R終了 判定2-1（29-28、28-29、29-28）
第11試合 UFC世界ヘビー級王座統一戦 5分5R
○  ファブリシオ・ヴェウドゥム vs.  ケイン・ヴェラスケス ×
3R 2:13 ギロチンチョーク
※ヴェウドゥムが王座獲得に成功。

### 各賞
ファイト・オブ・ザ・ナイト： ヤイール・ロドリゲス vs. チャールズ・ローザ
パフォーマンス・オブ・ザ・ナイト： ファブリシオ・ヴェウドゥム、パトリック・ウィリアムス
各選手にはボーナスとして5万ドルが支給された。